# ÈViva - Primavera Europea

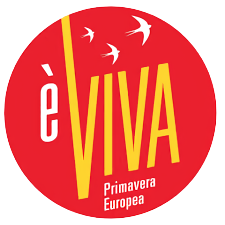
Logo d'ÈViva - Primavera Europea

ÈViva - Primavera Europea (litt. Elle est vivante, Printemps européen) est une formation politique italienne de gauche fondée le 13 avril 2019 pour succéder à Libres et égaux. Elle est rejointe, autour de l’association Per i molti, par deux défections majeures, les parlementaires Francesco Laforgia (alors membre du MDP) et Luca Pastorino (Possibile). Son double nom fait référence à DiEM25.